# Белокуров, Николай Васильевич
Николай Васильевич Белокуров (3 октября 1926 — 30 августа 2006) — советский легкоатлет, бегун на средние дистанции, призёр чемпионатов СССР, участник летних Олимпийских игр 1952 года в Хельсинки, Заслуженный тренер Украинской ССР (1965).

## Карьера
На Олимпиаде представлял страну в беге на 1500 метров. В предварительном забеге занял 4-е место с результатом 3:56.47. В финальном забеге был 11-м (3:55.49).
После ухода из большого спорта был тренером ДСО «Авангард» (Днепропетровск). Одним из его воспитанников был бронзовый призёр летних Олимпийских игр 1964 года в Токио Иван Беляев.

## Выступления на чемпионатах страны
- Чемпионат СССР по лёгкой атлетике 1949 года:
  - Бег на 1500 метров —  (3.57,4);
- Чемпионат СССР по лёгкой атлетике 1950 года:
  - Бег на 1500 метров —  (3.54,0);
- Чемпионат СССР по лёгкой атлетике 1952 года:
  - Бег на 1500 метров —  (3.54,2).